# ورش التسليح الألمانية
Deutsche Ausrüstungswerke (DAW؛ حرفيًا أعمال المعدات الألمانية) هي مقاول دفاع ألماني نازي يقع مقره الرئيسي في برلين خلال الحرب العالمية الثانية، وتملكها وتديرها الشوتزشتافل. كانت تتألف من شبكة من المصانع التي تم الاستيلاء عليها وورش العمل في المخيمات في جميع أنحاء أوروبا التي تحتلها ألمانيا تستغل عمالة السجناء من معسكرات الاعتقال النازية والأحياء اليهودية في بولندا التي تحتلها ألمانيا. زودت الجيش الألماني بالأحذية والزي الرسمي والمواد على الجبهة الشرقية،  قدمت لوازم إعادة الإعمار لخطوط السكك الحديدية وقطارات الشحن.

## التاريخ
تأسست مؤسسة الأعمال في مايو 1939 وكانت تعمل حتى عام 1943. توفي حوالي 15500 سجين من سجناء معسكرات الاعتقال فيها بسبب أعباء العمل الشاقة التي فرضها المقاول وظروف العمل اللاإنسانية «المخطط لها ليس فقط لشل أجسادهم ولكن أيضًا لتضعهم في حالة من الرعب الدائم».  تدير الشركة العديد من الشركات في معسكرات الاعتقال داكاو وساكسنهاوزن وبوخنفالد وأوشفيتز، حيث تم استخدام السخرة. تم توسيع العمل في وقت لاحق مايدانيك وجانوسكا وشتوتهوف ومعسكرات الاعتقال الأخرى.
كانت الشركة أول مؤسسة تابعة لإس إس التي تم تأسيسها في منطقة محمية Lublin في بولندا المحتلة، في وقت ما بين أواخر عام 1940 وأوائل عام 1941.
«المثال الرئيسي للتعاون بين WVHA وGlobočnik -أوستي، التي تأسست في مارس 1943 لغرض صريح وهو استخدام العمال اليهود واستغلال الآلات والمواد الخام التي كانت مملوكة لليهود سابقًا في ورش العمل الصناعية.» ولذلك، فإن المعدات المستخدمة من قبل DAW ليست ألمانية من البداية لكن بولندية. استولت أوستي على مصانع DAW في عام 1943.